# Arrieta
Arrieta er en lille by i den spanske del af Baskerlandet, som ligger i Sollubes høje bakker, et af de højeste bjerge i området.

## Ekstern henvisning
- ARRIETA in the Bernardo Estornés Lasa – Auñamendi Encyclopedia (Euskomedia Fundazioa) (spansk)

43°20′25″N 2°46′11″V / 43.3403°N 2.7697°V